# Repubblica Ceca ai XIX Giochi olimpici invernali
La Repubblica Ceca partecipò ai XIX Giochi olimpici invernali, svoltisi a Salt Lake City, Stati Uniti, dall'8 al 24 febbraio 2002, con una delegazione di 76 atleti impegnati in tredici discipline.